# Duo de l'ouvreuse de l'Opéra-Comique et de l'employé du Bon Marché
Le Duo de l'ouvreuse de l'Opéra-Comique et de l'employé du Bon Marché est une œuvre vocale comique composée par Emmanuel Chabrier pour soprano et ténor, avec accompagnement au piano. Les paroles sont de Paul Fuchs et Henry Lyon.

## Histoire
L'œuvre est composée en mars 1888 pour une revue intitulée Cent moins un mise en scène chez la chanteuse et bienfaitrice Madame Henriette Fuchs et créée chez Fuchs par Élisabeth Fuchs (sa fille) et Julien Tiersot (critique musical) en avril 1888. La revue comptait également des œuvres de Jules Massenet, Léo Delibes, Ernest Guiraud, Victorin de Joncières, Théodore Dubois, Vincent d'Indy, Charles Lenepveu, André Messager, Gabriel Pierné et Paul Vidal.
Le duo est publié pour la première fois dans Le Figaro musical en avril 1893, avec les Couplets du capitaine des pompiers (en l'honneur du colonel Constant, chef des pompiers la nuit de l'incendie de l'Opéra-Comique du 25 mai 1887) d'André Wormser.
Chabrier écrit à Mme Fuchs le 31 mai 1888 pour lui demander de prêter le manuscrit à ses éditeurs, Enoch Freress et Costallat, afin qu'ils réalisent une copie de la partition.

## Analyse
La musique comporte deux couplets dans un style opéra bouffe, avec du yodel dans le refrain. Chabrier donne des indications telles que « d'un air dolent et débile », « très bête » et « rêveur ». Le duo parle d'une ouvreuse, à l'abri financièrement grâce à l'indemnisation du gouvernement donnée aux victimes de l'incendie de la salle Favart, qui peut épouser un vendeur du Bon Marché qui chante les louanges d'Aristide Boucicaut, fondateur des grands magasins parisiens, pour sa pension, tandis que l'ouvreuse loue Léon Carvalho, directeur de l'Opéra Comique de 1876 à 1887 et de 1891 à 1897.